# 秋日子かく語りき
『秋日子かく語りき』（あきひこかくかたりき）は、大島弓子による日本の漫画作品。 『月刊Asuka』（角川書店）1987年1月号に掲載された。2度にわたりテレビドラマ化されている。

## 概要
大島弓子としては初となる『月刊Asuka』掲載作品。このあと大島は同誌を中心として作品を発表してゆくことになり、『ロングロングケーキ』『つるばらつるばら』『夏の夜の獏』『毎日が夏休み』などの作品を同誌に発表している。
大島は作品解説で『ツァラトゥストラかく語りき』よりタイトルを借り、そこから『美しき青きドナウ』や『方丈記』のイメージが自然に湧いて出たと述べている。
大島の作品では、他に死後の世界や霊魂の入れ替わりを題材とした作品として『四月怪談』がある。

## あらすじ
女子高校生・天城秋日子と初老の女性・久留竜子は暴走した自動車にはねられ、秋日子は軽傷で済んだが竜子は全身に激しい損傷を受けて即死する。しかし、何かの間違いで竜子とともに秋日子の霊まで天国に行ってしまい、天使から秋日子だけが現世に戻るよう言われる。ところが、まだ死ぬわけにはいかないのだと竜子が泣き叫ぶと、秋日子は一週間だけ自分の体を貸そうと申し出る。竜子は大喜びして現世に帰り、気絶して入院していた秋日子の肉体に入り込む。
秋日子の体を借りて生き返った竜子は自宅の家族の様子を見に行くが、母親を亡くしたはずの子供たちも夫も悲しむ様子を見せず、むしろ新しい生活を楽しんでいる。
一方、高校では秋日子が突然「おばさんっぽく」なったことに皆が驚く。特に秋日子の親友の薬子は秋日子の変貌ぶりを心配し、秋日子のあとをつけて行動を伺うようになる。
竜子は秋日子として強引に自宅に上がり込み、家族のために料理を作ろうとするが、息子が恋人を連れて帰宅すると家族の関心はそちらにばかり向かってしまう。しかも、竜子が生前大切にしていたベンジャミンの木の鉢植えが枯れかけていた。自分が生きていたときの幸せな生活の象徴としてのベンジャミンを枯らしたくない竜子は鉢植えを盗み出そうと計画し、秋日子に想いを寄せるクラスメイトの茂多三郎に手伝わせたが、その様子を警官に見つかってしまう。秋日子はこの家の子供からもらい受けたものだと言い逃れをして難を免れ、鉢を秋日子の家に持ち帰る。するとその夜、竜子の夫が秋日子の家を訪れ、あの鉢植えは妻が大切にしていたものだからやはり手元に置いておきたいと言う。夫が自分を想ってくれていたのだとわかった竜子は嬉し泣きしながらベンジャミンを返す。
これで思い残すことはないと感じた竜子だったが、あの世に戻る時間が近づいたときになって、最後にみんなでフォークダンスをしたいと考える。電話で頼むと多くのクラスメイトが夜中の校庭に集まってくれた。そして音楽を流そうとしたその瞬間、0時ちょうどに秋日子は気を失い、その1秒後に意識を回復すると、秋日子はもとの秋日子に戻っていた。

## 登場人物
天城秋日子（あまぎ あきひこ）
主人公の一人。高校2年生。他人を思いやる気持ちが強く、友人の薬子のスカートのファスナーが外れているのを左脇に立ち続けて隠し通したという過去がある。薬子との交換日記では謎めいたことばかり書いている。その中で「おばさんのたくましさにあこがれている」と書いており、そのことが事態に対する薬子の誤解を招くことになる。
久留竜子（くるめ たつこ）
交通事故で亡くなった54歳の女性。実質的な主人公で物語の視点となる人物。秋日子の身体を借りて生き返り、家族の様子を見に行ったり、高校で秋日子の代わりに授業を受けたりしながら、多くのトラブルを引き起こす。
薬子（くすこ）
物語のもう一人の視点人物で、秋日子の2年来の親友。学級委員長。おばさん化した秋日子の言動を訝しんで彼女の跡を付ける。ベンジャミンの鉢を盗み出そうとした秋日子と茂多が警官に見つかったときには2人をかばう。彼女の心中の独白で物語は終わる。
茂多三郎（しげた さぶろう）
秋日子のクラスメイト。で、密かに秋日子に想いを寄せていた。秋日子の体を借りた竜子にベンジャミンの鉢植えを盗むのを手伝わされる。
竜子の夫
妻の死後、これからは羽目を外して生きようと家族に提案するが、ベンジャミンを亡き妻の形見と思っている。
久留春夫（くるめ はるお）
竜子の息子で大学生。実は母である秋日子に「若いあなたの方が助かってよかった」と語る。
久留リサ（くるめ リサ）
竜子の娘で小学6年生。母親のいない生活をキャンプのようだと感じて楽しんでいる。
笠間米子（かさま よねこ）
春夫の恋人。春夫の料理を手伝おうと、春夫とともに彼の家を訪れて歓迎される。

## 書誌情報
- 『秋日子かく語りき』角川書店、あすかコミックス、1988年1月17日
  - 収録作品「秋日子かく語りき」「ロングロングケーキ」「庭はみどり川はブルー」「水の中のティッシュペーパー」
- 『大島弓子選集 第11巻  ロングロングケーキ』朝日ソノラマ、1995年2月
  - 収録作品「サマタイム」「サヴァビアン」「乱切りにんじん」「ジギタリス」「秋日子かく語りき」「ロングロングケーキ」「庭はみどり川はブルー」
- 大島弓子 白泉社文庫セレクション『ロングロングケーキ』白泉社、1999年9月19日
  - 収録作品「いちょうの実」「ジギタリス」「秋日子かく語りき」「ロングロングケーキ」「庭はみどり川はブルー」「水の中のティッシュペーパー」「山羊の羊の駱駝の」
- 『秋日子かく語りき』 角川書店、2003年12月25日
  - 収録作品「秋日子かく語りき」「ロングロングケーキ」、そのほかよしもとばななによる作者へのインタビューや、作者による過去作品（単行本）の解説などを掲載。
- 『大島弓子が選んだ大島弓子選集 6 秋日子かく語りき』 メディアファクトリー・MFコミックス、2009年3月23日
  - 収録作品「秋日子かく語りき」「つるばらつるばら」「夏の夜の獏」「月の大通り」「ダイエット」「アンブラッセ」「毎日が夏休み」

## 本作を原作としたテレビドラマ
- 『幽霊女子高生』- 1994年9月13日と同年9月20日の2週にわたり、朝日放送・MMJ共同制作でテレビ朝日系の「火曜ドラマ」枠で放送された。
- 『ちょっと待って、神様』- 2004年1月5日から2月5日の20回にわたり、NHK名古屋放送局制作で「NHK夜の連続ドラマ」枠で放送された。